# I-75 (sous-marin, 1937)
Pour les articles homonymes, voir I-75.
L'I-75  (イ-75) (renommé I-175 le 20 mai 1942) est un sous-marin de classe Kaidai (海大型潜水艦, Kaidai-gata sensuikan) de la sous-classe Kaidai VIb (海大6型b（伊七十四型/伊百七十四型）, Kaidai-roku-gata-bī, classe I-74/I-174) en service dans la marine impériale japonaise.

## Contexte
Après la Première Guerre mondiale, la marine impériale japonaise a réévalué l'utilisation de la guerre sous-marine comme élément de stratégie de flotte en raison du déploiement réussi de croiseurs-sous-marins à long rayon d'action pour les raids commerciaux des principales marines de combat. Les stratèges japonais en sont venus à réaliser les possibilités d'utilisation de l'arme pour la reconnaissance à longue portée, et dans une guerre d'usure contre une flotte ennemie qui s'approchait du Japon. Deux grands sous-marins japonais à longue portée avaient déjà été construits dans le cadre du programme de la flotte des Huit-six en tant que prototypes (I-51 et I-52), mais l'arrivée le 20 juin 1919 de sept U-boote allemands reçus par le Japon en réparation de guerre à la fin de la Première Guerre mondiale a conduit à une refonte complète. Les Japonais ont rapidement embauché des centaines d'ingénieurs et de techniciens de sous-marins allemands et d'anciens officiers de sous-marins allemands au chômage à la suite de la défaite de l'Allemagne pendant la Première Guerre mondiale, et les ont fait venir au Japon dans le cadre de contrats de cinq ans. L'ONI (Office of Naval Intelligence) américain a estimé que quelque 800 conseillers allemands s'étaient rendus au Japon à la fin de 1920. Les Japonais ont également envoyé des délégations en Allemagne, et ont participé activement à l'achat de nombreux brevets.

## Description
Les sous-marins de la sous-classe KD6 étaient des versions améliorées de la précédente sous-classe KD5. Avec une vitesse de 23 nœuds en surface, ils étaient les sous-marins les plus rapides lors de leurs époques de construction. La sous-classe KD6B possède une longueur de 30 cm de plus que la sous-classe KD6A
Ils ont un déplacement de 1 422 tonnes en surface et 2 479 tonnes en immersion. Les sous-marins mesuraient 105 mètres de long, avaient une largeur de 8,2 mètres et un tirant d'eau de 4,58 mètres. Les sous-marins permettaient une profondeur de plongée de 70 m et avaient un effectif de 68 officiers et membres d'équipage.
Kampon a été retenu comme fabricant des moteurs Diesel Mk.1A Model 8, dont les performances étaient supérieures de 30 % à celles des moteurs des premières sous-classes. Pour la navigation de surface, les sous-marins étaient propulsés par deux moteurs Diesel de 4 500 ch (3 310 kW), chacun entraînant un arbre d'hélice. En immersion, chaque hélice était entraînée par un moteur électrique de 900 ch (671 kW). Ils pouvaient atteindre 23 nœuds (42,6 km/h) en surface et 8,2 nœuds (15,2 km/h) sous l'eau. En surface, les KD6 avaient une autonomie de 14 000 milles nautiques (19 000 km) à 10 noeuds (19 km/h) ; en immersion, ils avaient une autonomie de 65 milles (120 km) à 3 noeuds (5,6 km/h).
Les sous-marins étaient armés de 6 tubes lance-torpilles internes de 53,3 cm, 4 à l'avant et 2 à l'arrière. Ils transportaient une recharge pour chaque tube + 2 torpilles, soit un total de 14 torpilles Type 89. Ils étaient également armés d'un canon de pont de 120 mm (L/40) Type 11e année pour le combat en surface et d'une mitrailleuse de 13,2 mm AA type 93 et d'une mitrailleuse de 7,7 mm.

## Construction
Construit par le chantier naval Mitsubishi à Kobe au Japon, le I-75 a été mis sur cale le 1er novembre 1934. Il a été lancé le 17 septembre 1937 sous le nom de I-75. le 1er juin 1938. Il a été achevé et mis en service le 8 décembre 1938.

## Historique
Mis en service le 18 novembre 1938, le I-75 est rattaché au district naval de Kure et affecté à la 11e division de sous-marins. Le capitaine de frégate (海軍中佐 (Kaigun-chūsa)) Nagai Komei est le 1er commandant du sous-marin.
En novembre 1941 débute l'Opération Z, le I-75 est dans le 3e escadron de sous-marins du contre-amiral (plus tard vice-amiral) Miwa Shigeyoshi dans la 11e division de sous-marins du capitaine Minakuchi Hyoe avec le I-74. L'amiral Shimizu convoque une réunion de tous ses commandants à bord de son navire amiral, le croiseur léger Katori. Le capitaine de frégate Ikezawa et les autres commandants sont informés de l'attaque prévue sur Pearl Harbor. Le 11 novembre 1941, les I-74 et I-75 quittent Saeki et arrivent le 20 novembre 1941 à Kwajalein. Le 23 novembre 1941, ils partent de Kwajalein pour les îles hawaïennes pour sa première patrouille.
L'I-175 participe à l'attaque de Pearl Harbor puis coule son premier navire le 17 décembre 1941, à 180 milles au sud d'Hawai. Le I-75 torpille le navire marchand américain Manini (ex-Susherico) de 3 545 tonneaux, en route sans escorte d'Hawaï vers San Francisco. Après avoir reçu une torpille, le Manini coule par l'arrière à la position géographique de 17° 46′ N, 157° 03′ O ; un marin est perdu. Le I-75 fait surface pour établir l'identification de sa cible et éclaire le navire en perdition avec un projecteur. Les survivants sont secourus par le USS Patterson le 28 décembre.
En juillet 1942, il opère sur la côte est de l'Australie et coule le navire marchand français Cagou, le chalutier australien Dureenbee et endommage les navires marchands australiens Allara et Murada. L'I-175 est attaqué par des charges de profondeur tirées depuis le HMAS Cairns le 26 juillet 1942, mais parvient à s'échapper.
Le 12 août, le sous-marin est endommagé par des avions de l'USS Enterprise, nécessitant des réparations à Rabaul.
Le 20 mai 1942 a lieu l'Opération K-2 - le deuxième raid sur Pearl Harbor. Le I-75 est renuméroté I-175. Il part de Kwajalein en compagnie du I-174 (le nouveau nom du I-74) pour participer à l'opération K-2, pour sa troisième patrouille de guerre afin de patrouiller à 70 milles (130 km) au sud-ouest d'Oahu et de fournir les rapports météorologiques avant le raid aérien.
Le 20 novembre 1942, l'I-175 est de nouveau endommagé, cette fois-ci lors d'une collision avec le pétrolier Nisshin Maru à Truk, au cours duquel il s'échoue afin d'échapper à un naufrage. Le sous-marin est ensuite réparé à Yokosuka.
L'I-175 est surtout connu pour avoir coulé le porte-avions d'escorte USS Liscome Bay le 24 novembre 1943, tuant 54 officiers et 648 hommes enrôlés.
L'I-175 est coulé à son tour deux mois plus tard, le 4 février 1944, pendant la bataille de Kwajalein, lorsqu'il est attaqué par les destroyers USS Charrette et USS Fair. Il est envoyé par le fond avec la totalité de son équipage par plusieurs hedgehog du Fair, à la position géographique 6° 48′ N, 168° 08′ E.
Plusieurs sources japonaises affirment que l'I-175 fut coulé le 17 février 1944 par l'USS Nicholas au nord-est de l'atoll de Wotje, à la position 10° 34′ N, 173° 31′ E.